# Bo Fjæstad
Bo Krister Gustafsson Fjæstad, född 13 juni 1903 i Arvika västra församling, Värmland, död 8 augusti 1991 i Arvika västra församling, Värmland, Bo var bildhuggare, möbelarkitekt och konstnär.
Han föddes på Kampudden, Rackstad och var son till Maja och Gustaf Fjaestad. 
Bo Fjaestad utbildade sig till möbelsnickare hos Persson/Lagerberg med gesällprov 1923 hos firma C. R. Lindstedt i Arvika. 1922 var han en av de unga grundarna av Arvika Konsthantverk. Han erhöll 1924 stipendium från Svenska slöjdföreningen och Kommerskollegium för en resa till Paris. Där anställdes han som montör och snickare på Svenska paviljongen vid Världsutställningen 1925. Under 2 år studerade Bo konst och violinmakeri i Paris. 
Under 1930-tal hade han sin verksamhet som möbelarkitekt i Karlstad. År 1934 startade han Nyttokonst en försäljningsverksamhet för konst och konsthantverk i Karlstad. År 1945 flyttade Bo till Rackstad med egen verkstad för möbler och konsthantverk. Vid Arvikamässan 1951 var han kommissarie för Konsthantverks utställningen.
Han medverkade på bl.a. Utställning Gummessons 1922, på Göteborgs Konsthall år 1932, ”Värmland visar” 1947 på Värmlands museum och H55 i Helsingborg.
Bo Fjaestad designade 7-armade ljusstakar m.m. för Firma Lars Holmström och formgav konstglas för Eda Glasbruk. Han skapade även träsnitt, skulpturer, målningar och sandsnitt (en egenmetod).
Fjæstad är representerad på Värmlands museum i Karlstad och i Arvika museum. Han är begravd på Arvika kyrkogård.